# (31834) 2000 AL142
2000 AL142 (asteroide 31834) é um asteroide da cintura principal. Possui uma excentricidade de 0.15352150 e uma inclinação de 8.68686º.
Este asteroide foi descoberto no dia 5 de janeiro de 2000 por LINEAR em Socorro.